# Pfaff-Florian von Aichstetten
Pfaff-Florian von Aichstetten (* um 1490 in Aichstetten; † nach 1525) war ein deutscher Hauptmann der Christlichen Vereinigung während des deutschen Bauernkrieges. Sein Geburtsname war Florian Greisel.
Florian Greisel war ursprünglich Pfarrer im seit 1491 waldburgischen Ort Aichstetten. In der Schlacht am Leprosenberg am Karfreitag den 14. April 1525 bei Bad Wurzach war er der Anführer der Christlichen Vereinigung, gegen die Truppen des Schwäbischen Bundes. Die Schlacht ging für die Bauern verloren. Pfaff-Florian zählte zu den Überlebenden der Schlacht und floh nach der Aushandlung des Weingartner Vertrages in die Eidgenossenschaft. Sein Gegenspieler war Georg III. Truchsess von Waldburg-Zeil, der für seine Verdienste um die Niederschlagung der Bauernaufstände von Kaiser Karl V. am 27. Juli 1526 in Toledo zum „Reichserbtruchsess“ ernannt wurde.
Die Gemeinde Aichstetten benannte auf ihrem Gemeindegebiet eine Straße, den Pfaff-Florian-Weg nach Pfaff-Florian.